# Igła (medycyna)

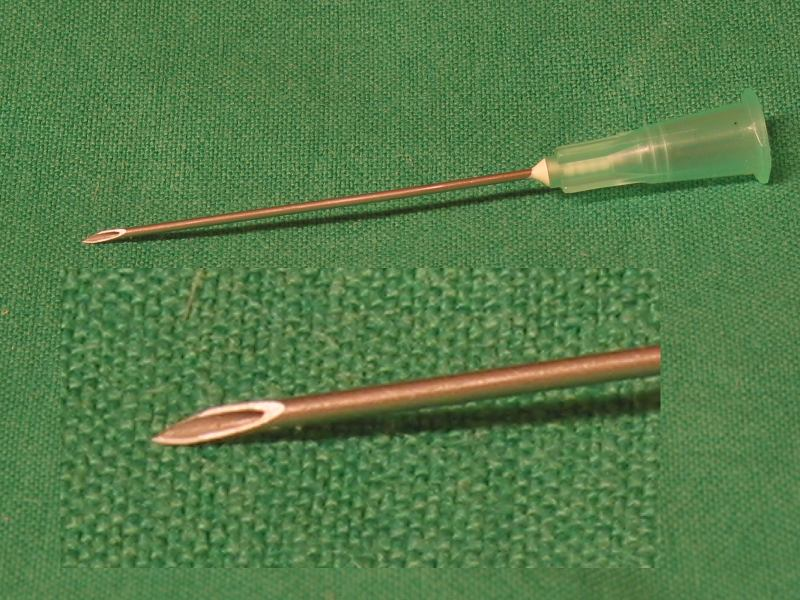
Igła, po prawej jej nasadka. Na dole powiększenie zaostrzonego końca igły

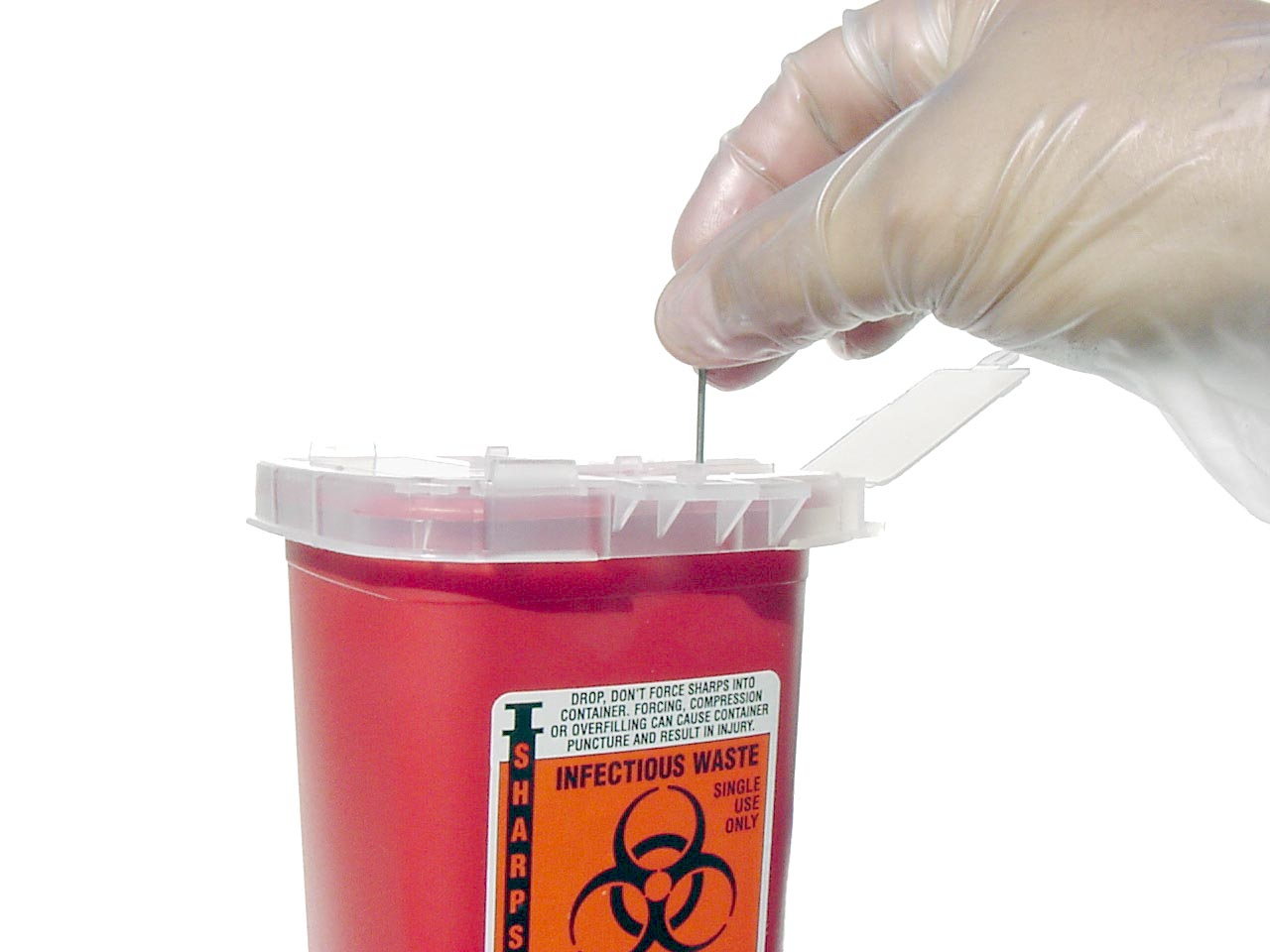
Pojemnik na zużyte igły

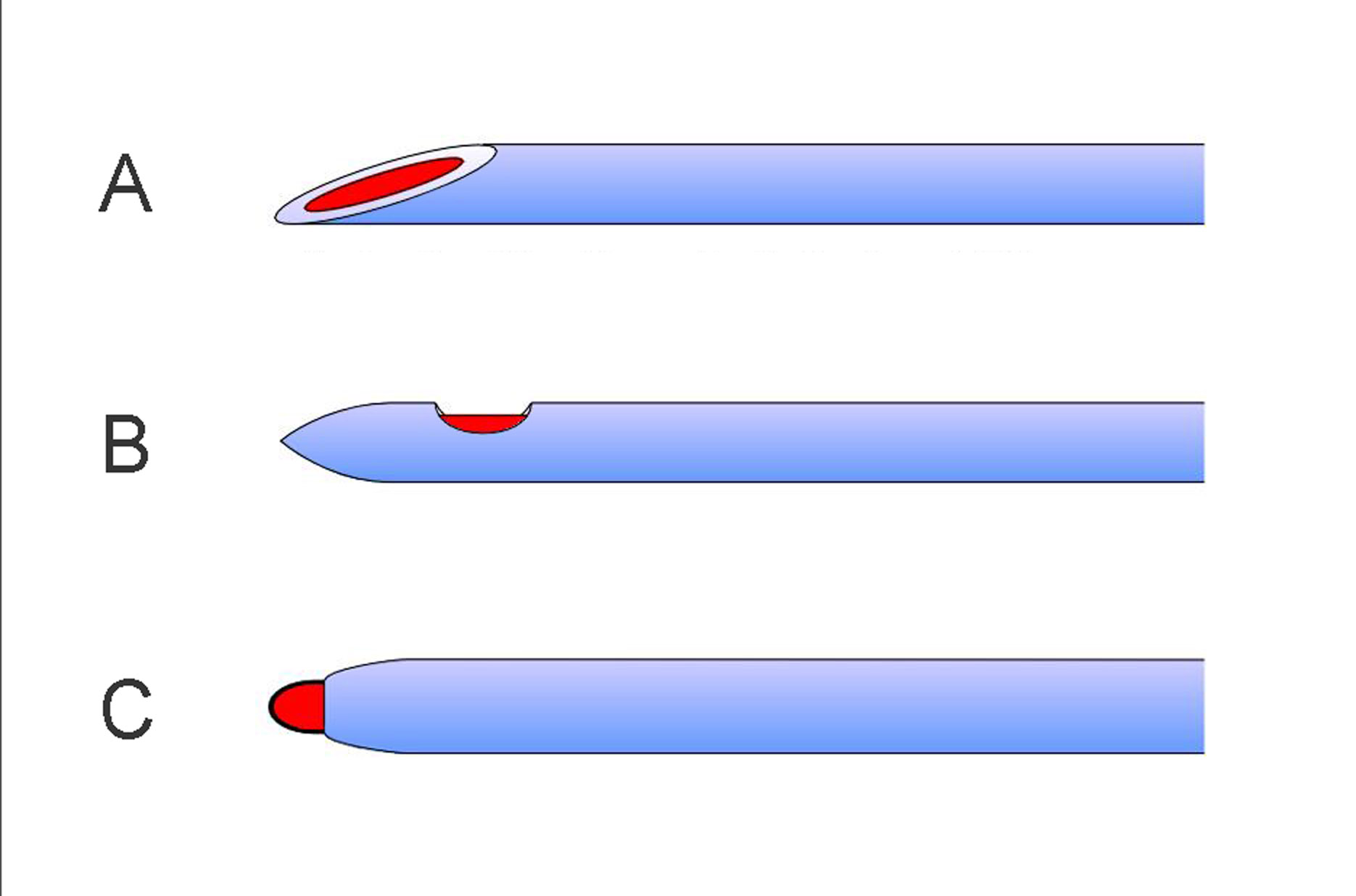
Końcówka igły z otworem bocznym (B), do pobierania leku z fiolki

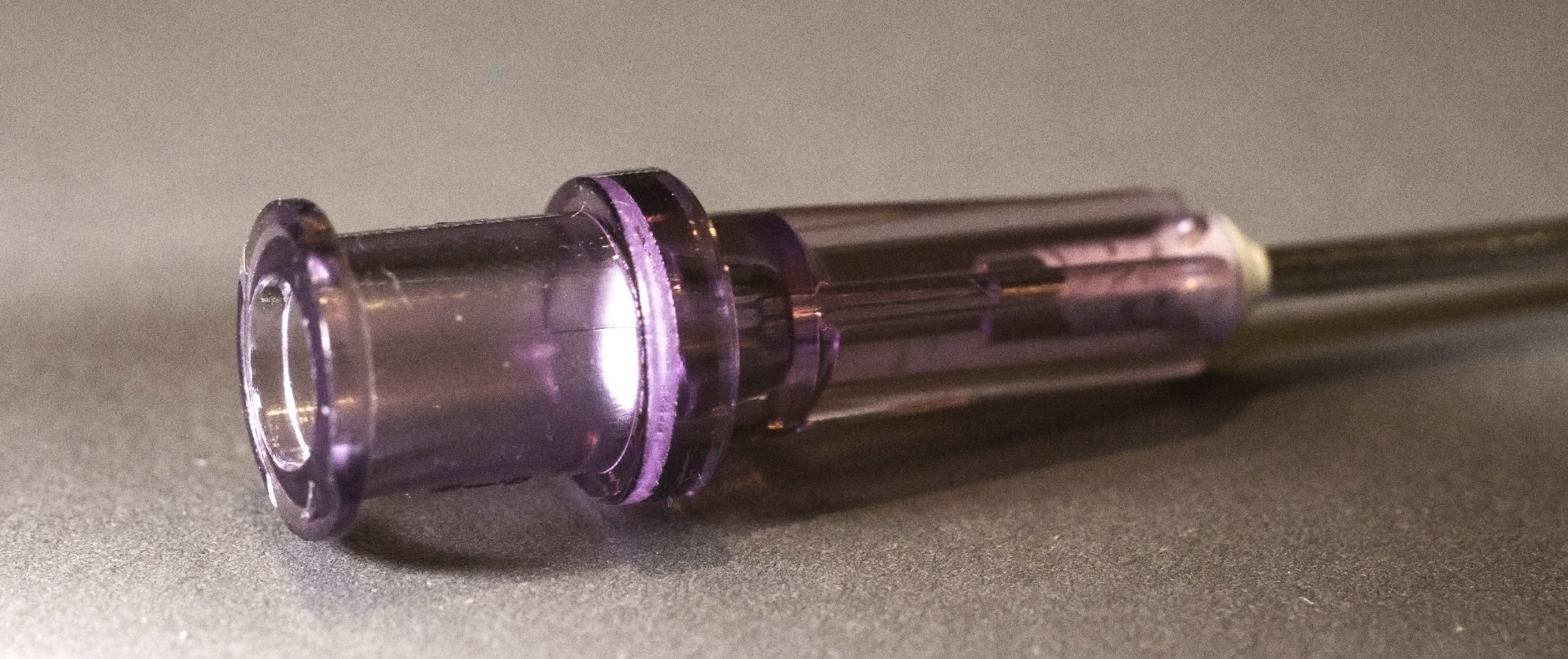
Nasadka igły do pobierania leku z ampułki, z wbudowanym filtrem

Igły – stosowane w medycynie są zazwyczaj metalowe, wykonane z długiej, cienkiej rurki zaostrzonej na jednym końcu w celu przebicia skóry. Służą przede wszystkim do wykonywania wstrzyknięć leków i płynów lub do pobierania materiałów do badań.
Igła jest również częścią wenflonu i pozwala na podłączenie linii żylnej.
Istnieją różne rodzaje igieł do wstrzyknięć:
- igły do wstrzyknięć podskórnych – cienkie i dość krótkie, które najczęściej są stosowane przy szczepieniach; szczególnie cienkie i krótkie są igły do wstrzykiwania insuliny (dla zminimalizowania bólu);
- igły do wstrzyknięć dożylnych – o różnej średnicy, zazwyczaj nieco większej od igieł podskórnych; są one zwykle także od nich dłuższe, oprócz podawania leków drogą dożylną często są wykorzystywane do pobierania krwi do badań; w tym ostatnim celu używa się zwykle igieł o stosunkowo dużej średnicy;
- igły do wstrzyknięć domięśniowych – średniej długości (czasem nieco dłuższe), grube (średnica 1 mm), o mocnej, sztywnej konstrukcji umożliwiające wbijanie ich w mięśnie;
- igły do nakłucia lędźwiowego – długie i bardzo cienkie, czasem stosowane z grubszą prowadnicą, pozwalają na znieczulenie podpajęczynówkowe i znieczulenie zewnątrzoponowe, jak również na pobranie płynu mózgowo-rdzeniowego do badań.

Zwyczajowe oznaczenia kolorystyczne igieł do iniekcji:
- jasnożółty – 0,3 mm
- czerwony – 0,33 mm
- jasnoszary – 0,4 mm
- brązowy – 0,45 mm
- pomarańczowy – 0,5 mm
- ciemnoniebieski – 0,6 mm
- ciemnoszary lub czarny – 0,7 mm
- ciemnozielony – 0,8 mm
- ciemnożółty – 0,9 mm
- kremowy – 1,1 mm
- różowy – 1,2 mm
- biały – 1,6 mm
- niebieskoszary – 1,8 mm
- jasnozielony – 2,1 mm

## Igły do pobierania i rozpuszczania leków
Pobieranie leku z fiolki i rozpuszczanie w niej leku powinno odbywać się z użyciem igły z otworem bocznym, której konstrukcja zapobiega dostawaniu się do igły skrawków gumowych z zatyczki fiolki podczas wkłuwania i zanieczyszczeniu leku tymi skrawkami.
W przypadku ampułki igła powinna mieć wbudowany w nasadkę filtr, który zapobiega pobraniu ze szklanych ampułek razem z lekiem drobin szkła, powstałych w wyniku otwarcia ampułki.